# 孔天胤
孔天胤（1505年—1581年），字汝锡，号文谷，又號管涔山人，山西汾陽文同里百金堡（今文水西槽頭鄉百金堡村）人，明朝政治人物、诗人，榜眼。

## 生平
父孔麟为晋王府仪宾，母新鄭縣君是晉恭王朱棡的曾孫女。嘉靖十年（1531年）中山西鄉試第六名舉人，次年联捷壬辰科（1532年）会试第272名，一甲第二名进士（榜眼）。以藩戚不能任官于朝，遂授正五品，外補陕西按察使司佥事，十一年七月改任提学佥事，後被貶为祁州知州，复陞河南按察使司佥事、陝西右參議，复補河南左参议，历陞浙江提學副使、參政、按察使、陕西右布政使。官至河南左布政使。致仕归里后，建造文苑清居、寄拙园，与友人吟咏，优悠林下终老。門人私谥文靖先生。

## 家族
曾祖孔表、祖孔大裭，巡檢、父孔麟，儀賓，母新鄭縣君。具慶下。弟孔天民。

## 著作
著有孔文谷詩文集、霞海編、並纂有《汾州志》八卷等。